# 国际儿童图书馆
国际儿童图书馆（日语：／ Kokusai kodomo toshokan */?）位於日本東京都台東區上野恩賜公園內，為隸屬於國立國會圖書館的分館。

## 历史
国际儿童图书馆於2000年開館，該建築的前身為1906年完工的舊帝國圖書館館舍。国际儿童图书馆的馆藏約有30萬冊(2013年)，以收藏国内外的各种儿童读物为主。

## 外部連結
- 國際兒童圖書館（页面存档备份，存于） （日語）